# Marcel Madila Basanguka
Marcel Madila Basanguka (Ndola, 17 de maio de 1955) é arcebispo de Kananga.
O Arcebispo de Kananga, Martin-Léonard Bakole wa Ilunga, ordenou-o sacerdote em 30 de agosto de 1981. Em 27 de fevereiro de 2004, João Paulo II o nomeou Bispo Titular de Gigthi e Bispo Auxiliar de Kananga.
O Arcebispo de Kananga, Godefroid Mukeng'a Kalond C.I.C.M., o consagrou bispo em 29 de maio do mesmo ano; Os co-consagradores foram Gérard Mulumba Kalemba, Bispo de Mweka, e Giovanni d'Aniello, Núncio Apostólico na República Democrática do Congo.
Papa Bento XVI nomeou-o Arcebispo de Kananga em 9 de dezembro de 2006.